# 方济住院会广场

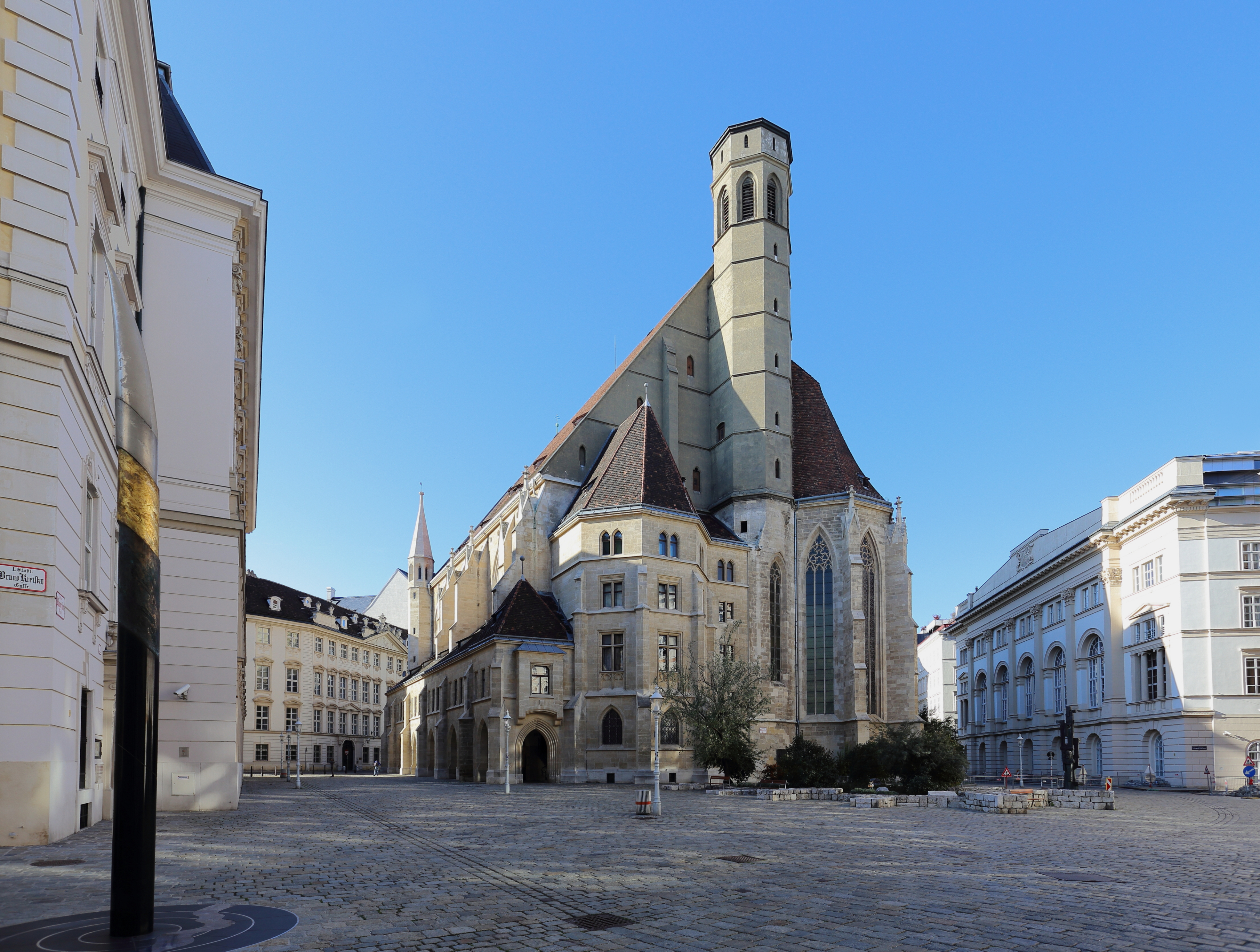
方济住院会广场和方济住院会教堂

方济住院会广场（Minoritenplatz）是维也纳最古老的公共广场之一，位于维也纳第一区（内城区），霍夫堡皇宫西北侧。它得名于广场上的方济住院会教堂。该教堂由方济住院会兴建，奥地利公爵利奧波德六世在1224年邀请他们来到奥地利。
由于该广场紧邻霍夫堡皇宫，在16-18世纪，许多贵族选择在此兴建府邸。位于方济住院会广场的宫殿包括：
- 迪特里希斯坦宫 （Palais Dietrichstein，建于17世纪，方济住院会广场3号）
- 列支敦士登城市宫殿（Stadtpalais Liechtenstein，1706年，方济住院会广场4号、Bankgasse 9号）
- 施塔亨贝格宫 （Palais Starhemberg，1650-1661年，方济住院会广场5号）
- 下奥地利宫（Palais Niederösterreich，1839-1848年，方济住院会广场7号、绅士街13号）
- Landeshauptmannschaft (前Statthaltereigebäude，方济住院会广场9号、绅士街11号）

奥地利国家档案馆位于方济住院会广场1号，由马克西米利安一世建立于15世纪，但是现在的建筑只能追溯到1901年。靠近档案馆是奥地利联邦外交部，位于方济住院会广场8号。
广场上有艺术家鲁道夫·冯·Alt、牧师克莱门特·玛丽亚·霍夫鲍尔和政治家利奥波德 Figl的小型雕像。